# Emiliano González
Emiliano González Arqués (Santander, 20 settembre 1969) è un ex calciatore andorrano, di ruolo attaccante.